# Drżenie zamiarowe
Drżenie zamiarowe – odmiana drżenia, inaczej drżenie ataktyczne (tremor intentionalis) – mimowolne, nierytmiczne ruchy zwykle o zmiennej amplitudzie, dotyczące głównie kończyn górnych i pojawiające się w czasie zbliżania kończyny do celu, z tendencją do nasilania w czasie wykonywanego ruchu.
Typowo drżenie zamiarowe można uwidocznić podczas badania neurologicznego w tzw. próbie palec-nos. Prosi się pacjenta, aby palcem wskazującym wyciągniętej przed siebie ręki dotknął nosa. Jeśli przy tym zamierzonym ruchu pojawia się drżenie, tym większe im bliżej czubka nosa znajduje się palec, to próbę określa się jako dodatnią. Drżenie może być nieraz tak duże, że pacjent nie jest w stanie trafić palcem do nosa. Przy piciu płynu ze szklanki woda może się wylewać, a chory z trudem pije wodę uderzając zębami o naczynie.

## Główne przyczyny
- stwardnienie rozsiane,
- choroba Wilsona,
- zatrucia (alkohol etylowy, fenytoina),
- choroby móżdżku i konarów móżdżku,
- choroby płatów czołowych